# Gazi Osman Paşa, Ceyhan
Gazi Osman Paşa là một xã thuộc huyện Ceyhan, tỉnh Adana, Thổ Nhĩ Kỳ.